# Garrett Hedlund
Garrett John Hedlund (Roseau, 3 settembre 1984) è un attore statunitense.

## Biografia
È nato a Roseau, nel Minnesota, figlio di Robert Martin Hedlund e di Kristine Anne, nata Yanish. Il padre ha origini svedesi mentre la madre ha origini norvegesi e tedesche. All'età di 13 anni trasloca con la sua famiglia in Arizona, dove frequenta le scuole superiori e prende lezioni private di recitazione. In questo periodo inizia, come dichiarato in un'intervista condotta nel 2013, a prendere in considerazione la possibilità di intraprendere la carriera di attore date le sue svariate e imponenti doti. Preso il diploma si trasferisce a Los Angeles, dove si propone per moltissime audizioni e provini vari.

### Carriera
Un mese dopo essersi trasferito a Los Angeles, nel 2004, il regista Wolfgang Petersen lo arruola per il film Troy, nel quale interpreta Patroclo. Lo stesso anno recita anche in Friday Night Lights. Nel 2005 gira Four Brothers - Quattro fratelli nel ruolo di Jack Mercer. Nel 2006 è Murtagh in Eragon, mentre nel 2007 fa parte del cast di Donne, regole... e tanti guai!, diretto da Garry Marshall, a fianco di Jane Fonda, Felicity Huffman e Lindsay Lohan ed in Death Sentence con Kevin Bacon. Nel 2010 è protagonista del film di fantascienza Tron: Legacy, nel quale interpreta Sam, insieme a Jeff Bridges (presente anche in Tron del 1982) e Olivia Wilde, ed è co-protagonista con Gwyneth Paltrow nel film Country Strong.
Nel 2012 recita in On the Road di Walter Salles, tratto dall'omonimo romanzo di Jack Kerouac, accanto a Kristen Stewart. Nel film interpreta Dean Moriarty, uno dei personaggi più memorabili di Kerouac. L'anno successivo viene scelto dalla casa di moda Yves Saint Laurent come nuovo testimonial della fragranza La Nuit de L'Homme. Nel 2014 è nel cast di Unbroken film diretto da Angelina Jolie dove interpreta il ruolo di John Fitzgerald, e narra la storia di Louis "Louie" Zamperini durante la seconda guerra mandiale.

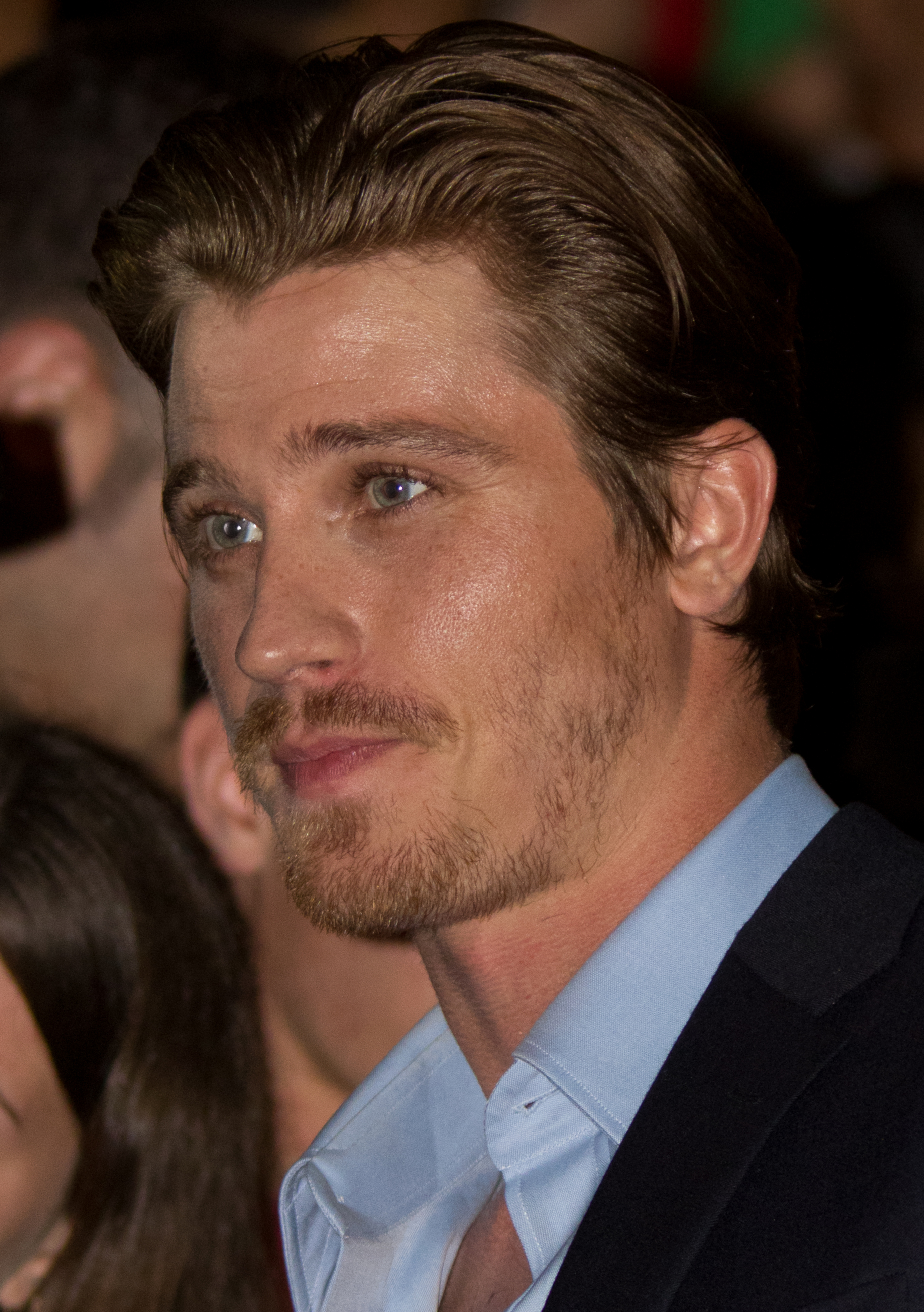
Garrett Hedlund al Toronto International Film Festival 2012

Nel novembre 2015 è uscito il film Pan - Viaggio sull'isola che non c'è, la nuova versione live-action della fiaba del ragazzino in grado di volare e che si rifiutava di crescere, nei panni del giovane James Uncino, qui ancora amico con il protagonista. Nello stesso anno è protagonista di Mojave accanto ad Oscar Isaac. Nel 2016 viene scelto per far parte del cast del nuovo film di Ang Lee, Billy Lynn - Un giorno da eroe, ancora una volta vicino a Kristen Stewart. Nel 2017 recita in Mudbound di Dee Rees, accanto a Carey Mulligan. Il film è stato presentato al Sundance Film Festival 2017, dove Hedlund è stato lodato per il suo lavoro nel film.
Nel 2019 prende parte al film originale Netflix, Triple Frontier diretto dal regista J. C. Chandor, dove interpreta un soldato veterano, che insieme ad alcuni suoi ex-commilitoni, deruba un ricco narcotrafficante.

## Vita privata
Dal 2011 al 2016 ha avuto una relazione con l'attrice Kirsten Dunst. Dal 2019 al 2022 è stato legato all'attrice Emma Roberts, con cui ha avuto un figlio.

## Filmografia

### Attore

#### Cinema
- Troy, regia di Wolfgang Petersen (2004)
- Friday Night Lights, regia di Peter Berg (2004)
- Four Brothers - Quattro fratelli (Four Brothers), regia di John Singleton (2005)
- Eragon, regia di Stefen Fangmeier (2006)
- Donne, regole... e tanti guai! (Georgia Rule), regia di Garry Marshall (2007)
- Death Sentence, regia di James Wan (2007)
- Tron: Legacy, regia di Joseph Kosinski (2010)
- Country Strong, regia di Shana Feste (2010)
- On the Road, regia di Walter Salles (2012)
- A proposito di Davis (Inside Llewyn Davis), regia di Joel ed Ethan Coen (2013)
- Lullaby, regia di Andrew Levitas (2014)
- Unbroken regia di Angelina Jolie (2014)
- Pan - Viaggio sull'isola che non c'è (Pan), regia di Joe Wright (2015)
- Mojave, regia di William Monahan (2015)
- Billy Lynn - Un giorno da eroe (Billy Lynn's Long Halftime Walk), regia di Ang Lee (2016)
- Mudbound, regia di Dee Rees (2017)
- Burden, regia di Andrew Heckler (2018)
- Triple Frontier, regia di J. C. Chandor (2019)
- Dreamland, regia di Miles Joris-Peyrafitte (2019)
- Gli Stati Uniti contro Billie Holiday (The United States vs. Billie Holiday), regia di Lee Daniels (2021)
- The Tutor, regia di Jordan Ross (2023)
- La casa del padre (The Marsh King's Daughter), regia di Neil Burger (2023)

#### Televisione
- Mosaic – miniserie TV, 6 episodi (2018)
- Modern Love - serie TV (2021)
- Tulsa King - serie TV (2022-in corso)
- Lawmen - La storia di Bass Reeves (Lawmen: Bass Reeves), regia di Christina Alexandra Voros e Damian Marcano – miniserie TV, puntata 3 (2023)

#### Cortometraggi
- Tron: The Next Day, regia di Kurt Mattila (2011)
- Kings of Leon: Beautiful War, regia di Casey McGrath (2013)
- Tocsin, regia di Frank E. Flowers (2018)

### Doppiatore
- Eragon - videogioco (2006)

## Doppiatori italiani
Nelle versioni in italiano delle opere in cui ha recitato, Garrett Hedlund è stato doppiato da:
- Andrea Mete in Tron Legacy, Pan - Viaggio sull'isola che non c'è, Mudbound, Mosaic, Triple Frontier, La casa del padre
- David Chevalier in Friday Night Lights, Donne, regole... e tanti guai!
- Emiliano Coltorti in Eragon, Gli Stati Uniti contro Billie Holiday
- Gianfranco Miranda in Troy
- Christian Iansante in Death Sentence
- Adriano Giannini in On the Road
- Roberto Gammino in Country Strong
- Francesco Venditti in Four Brothers - Quattro fratelli
- Stefano Crescentini in Unbroken
- Andrea Lavagnino in A proposito di Davis
- Maurizio Merluzzo in Billy Lynn - Un giorno da eroe
- Gianluca Cortesi in Donne, regole... e tanti guai! (ridoppiaggio)
- Marco Vivio in Tulsa King
- Stefano Brusa in Lawmen - La storia di Bass Reeves